# Porina chloroticula
Porina chloroticula är en lavart som beskrevs av P. M. McCarthy. Porina chloroticula ingår i släktet Porina och familjen Porinaceae.   Inga underarter finns listade i Catalogue of Life.